# Ibis (Ovidius)
De Ibis, ook wel In Ibin (Tegen Ibis) is een Latijns dichtwerk van de Romeinse dichter Publius Ovidius Naso. Het telt in de meeste edities 644 regels in elegische disticha. Ovidius schreef het gedicht ergens in de jaren 8-12 n.Chr., aan het begin van zijn verbanning naar Tomis, om uiting te geven aan zijn frustratie. In erudiete toespelingen vervloekt de dichter Ibis, een vogelnaam die naar eigen zeggen is op te vatten als pseudoniem voor een vijand die hem onrecht had aangedaan. Ovidius volgde daarin Kallimachos na, wiens Ibis echter niet tot ons is gekomen. De identiteit van de persoon tegen wie Ovidius zich keerde is niet meer te achterhalen, als het al effectief een persoon was.

## Nederlandse vertalingen
- Vloek van Publ. Ovidius Naso. Tegen Ibis. Zijnde een zeeker dood-vyand; wiens waaren naam men nimmer uit de aaloude schriften en heeft konnen opdelven, vert. Abraham Valentyn, 1701
- Ovidius, Ibis. Een verwensing, vert. Christiaan Caspers, red. Vincent Hunink, 2020. ISBN 9789463402880

## Voetnoten
1. ↑  Een meer precieze tijdspanne van 10-12 n.Chr. is gesuggereerd door T.J. Leary, "On the Date of Ovid's "Ibis", in: Latomus, 1990, nr. 1, p. 99-101